# Czerwona Róża (osada leśna)
Czerwona Róża – osada leśna w Polsce położona w województwie wielkopolskim, w powiecie gostyńskim, w gminie Pępowo. 
W latach 1975–1998 miejscowość położona była w województwie leszczyńskim.